# Класично доба Османског царства
Класично доба Османског царства (тур. Klasik Çağ) односи се на период историје Османског царства од освајања Цариграда 1453. године до друге половине шеснаестог века, отприлике до краја владавине Сулејмана Величанственог (владао: 1520-1566). Током тог периода систем патримонијалне владавине заснован на апсолутном ауторитету султана достигао је свој врхунац, а царство је развило институционалне темеље који су се у модификованом облику одржавали неколико векова. Територија Османског царства је увелико била проширена, а неки историчари тај период називају Пакс Османика. Процес централизације царства који је почео пре 1453. године довршен је током владавине Мехмеда II.

## Територија
Османско царство класичног доба доживело је огромно територијално проширење. Период који је започео Мехмедовим (владао: 1451-1481) освајањем Цариграда 1453. године. Мехмед II је наставио да учвршћује положај царства на Балкану и Анадолији, освајајући Србију 1454-1455, Пелопонез  1458-1459, Трапезунт 1461, и Босну 1463. Многи млетачки поседи у Грчкој су освојени током Млетачко-османског рата 1463-1479. До 1474. године Османлије су освојиле Карамански емират у Анадолији, а 1475 су освојили Кафу на Криму, успостављајући Кримски канат као вазалну државу. Инвазија на Отранто у Италији покренута је 1480. године, али смрт Мехмеда II наредне године довела је до повлачења Османлија.
Период владавине Бајазита II (владао: 1481-1512) био је период консолидације након брзих освајања његовог претходника, а територија царства је незнатно проширене. Бајазит 1484. године покреће кампању против Молдавије, која постаје њихов вазал, и припаја важне стратешке луке Килију и Акерман. Главне млетачке луке у Грчкој и Албанији освојене су током рата 1499-1503, од којих су најзначајније Модон, Корон, и Драч. Међутим, до краја његове владавине, османска територија на истоку била је под претњом од новооснованог Сафавидског царства.
Брзо територијално ширење настављено је под Селимом I (владао: 1512-1520), који је 1514. године поразио Сафавиде у бици код Чалдирана, припајајући велики део источне Анадолије и накратко заузимајући Табриз. Године 1516. водио је кампању против Мамелучког султаната, освајајући прво Сирију, а затим и Египат наредне године. То је довело до драматичног помака у оријентацији Османског царства, јер је сада владало муслиманским средиштима Блиског истока, као и успостављањем заштите над светим градовима Меке и Медине. То је повећало утицај ислама над царском владавином и омогућило много већу интеракцију између арапског света и османског средишта у Анадолији и на Балкану. Под Селимовом владавином територија царства се проширила са око 883,000 квадратних километара на 1.494,000 квадратних километара.
Проширење је настављено током прве половине владавине Сулејмана I (владао. 1520-1566), који је освојио Београд (1521) и Родос, пре него што је напао Угарску 1526. године, поразио је и убио краља Лајоша II у Мохачкој бици и накратко окупирао Будим. Након битке Угарска је упала у грађански рат због сукцесије, а Османлије су подржале Јована Запољу као вазалног принца. Када су њихови ривали Хабзбурзи почели да стижу са горње стране, Сулејман је директно интервенисао тако што је поново освојио Будим и припојио га царству 1541. године. На другим крајевима царства, Сулејман је водио велике кампање против Сафавидског Ирана, освајајући Багдад 1534. године и припајајући Ирак. Османска владавина је додатно проширена инкорпорацијом великог дела северне Африке, обала Јемена је освојена 1538. године а унутрашњост је припојена касније.
Након припајања Будима 1541. године темпо османске експанзије успорио се када је царство покушало да учврсти своје огромне добитке на три фронта: у Угарској, Ирану, и Медитерану. Додатна освајања су била маргинална и служила су да побољшају османски положај. Османска контрола над Угарском проширена је низом кампања, а друга угарска провинција је основана са освајањем Темишвара 1552. године. Контрола над северном Африком повећана је освајањем Триполија 1551. године, док су Османлије побољшале свој положај у Црвеном мору освајањем Масауфха (1557) и проширењем османске владавине над већим делом обала Еритреје и Џибутија. До краја Сулејманове владавине царство се простирало на територији од 2.273,720 квадратних километара.

## Политичка историја

### 1451–1481: Мехмед II
Освајање Цариграда омогућило је Мехмеду II да се окрене Анадолији. Мехмед II је покушао да створи једну политичку целину у Анадолији тако што је заузео турске државе, које су се називале бејлицима, и грчко Трапезунтско царство у североисточној Анадолији и успостављањем савезништва са Кримским канатом. Уједињење Анадолских бејлика први је спровео султан Бајазит I, више од педесет година пре Мехмеда II, али је након пораза у бици код Ангоре 1402. године, новоформирано уједињење Анадолије се распало. Мехмед II је вратио османску власт над другим турским државама. Ова освајања су га удаљила из Европе.
Још један важан политички ентитет на који се односила источна политика Мехмеда II био је туркијски Ак Којунлу. Под вођством узуна Хасана, ова туркијска краљевина је стекла моћ на истоку, али због својих снажних веза са хришћанским силама као што су Трапензунтско царство и Млетачка република и због савеза између туркијских и караманских племена, Мехмед их је сматрао претњом. Водио је успешну кампању против Узуна Хасана 1473. године, која је окончана одлучном победом Османског царства у бици код Отлукбелија.
Након освајања Цариграда, Мехмед је такође освојио и Морејску деспотовину на Пелопонезу 1460. године, и Трапезунтско царство у североисточној Анадолији 1461. године. Тако су последње две тековине византијске владавине припојене Османском царству. Освајање Цариграда донело је огромну славу и престиж земљи.
Мехмед II је напредовао у источној Европи све до Београда, где је покушао да освоји град од Јаноша Хуњадија у опсади Београда 1456. године. Мађарски команданти су успешно одбранили град, а Османлије су се повукле са великим губицима, али су на крају окупирале скоро целу Србију.
Године 1463. након спора око износа пореза који је Краљевина Босна плаћала сваке године, Мехмед је напао Босну и врло брзо је освојио, погубивши последњег босанског краља Стефана Томашевића и његовог ујака Радивоја.
Мехмед II је 1462. године дошао у сукоб са Владом III влашким кнезом, који је део свог детињства провео као талац на османском двору одрастајући заједно са Мехмедом. Влад је напао из заседе, масакрирао или заробио неколико османских снага, а затим је набио на колац преко 23,000 заробљених Турака. Мехмед II је напустио своју опсаду Коринта да би покренуо казнени напад на Влада у Влашкој али је претрпео огромне губитке у изненадном ноћном нападу код Трговишта који је предводио Влад, који је очигледно био склон да лично убије султана. Суочен са Владовом бруталношћу Мехмед II се повукао, остављајући свог савезника Радуа III, Владовог брата, са малом војском како би освојио локалне бољаре који су били прогоњени од стране Влада III. Раду је на крају успео да преузме контролу над Влашком, којом је управљао као бег, у име Мехмеда II. Влад је на крају побегао у Мађарску, где је био затворен због лажне оптужбе за издају свог господара.
Године 1475. Османлије су претрпеле велики пораз од Стефана III молдавског кнеза у бици код Васлуја. У 1476. години, Мехмед је остварио пирову победу против Стефана у бици код Разбојенија. Опколио је главни град Сучаву, али није успео да га заузме, као што није успео да заузме и дворац Таргу Њамц. Са кугом која се појавила у његовом логору, поред оскудице хране и воде, Мехмед је био приморан да се повуче.
Албански покрет отпора између 1443. и 1468. под вођством Ђурђа Кастриота Скендербега (тур. İskender Bey), албанског племића и бившег припадника османске владајуће елите, спречио је османску експанзију на Апенинско полуострво. Скендербег је ујединио Албанске кнежевине у борби против Османског царства у Љешкој лиги 1444. године. Мехмед II није могао потчинити Албанију и Скендербега, иако је два пута (1466. и 1467.) предводио Османску војску против Кроје. Након смрти Скендербега 1468. године, Албанци нису успели да нађу вођу који би га успешно заменио, а Мехмед II је коначно освојио Кроју и Албанију 1478. године. Последњи чин његове албанске кампање била је проблематична опсада Скадра 1478–1479 коју је лично предводио Мехмед II.
Мехмед II је напао Италију 1480. године. Намера његове инвазије била је да освоји Рим и "уједини Римско царство", и у првом маху је деловало да то може да оствари лаким заузимањем Отранта 1480. године, али су већ 1481. године Отранто ослободиле папске снаге након смрти Мехмеда. Након његове смрти, наследио га је његов син, Бајазит II.

### 1481–1512: Бајазит II
Када је Бајазит II устоличен након смрти свог оца 1481. године, он је прво морао да се обрачуна са својим млађим братом султаном Џемом, који је заузео Инегол и Бурсу и прогласио се султаном Анадолије. Након битке код Јенишехира, Џем је поражен и побегао је у Каиро. Вратио се већ наредне године, уз подршку Мамелука, и заузео источну Анадолију, Анкару и Конију али је на крају опет био поражен и пребегао је на Родос.
Султан бајазит напао је Млетачку републику 1499. године. Мир је потписан 1503. године, а Османлије су освојиле последња млетачка упоришта на Пелопонезу и неке градове дуж јадранске обале. У 16. веку Мамелуци и Персијанци под шахом Исмаилом I су се удружили против Османлија. Рат је завршен 1511. године у корист Османлија.
Касније те године, Бајазитов син Ахмед присилио је оца да га учини регентом. Његов брат Селим био је присиљен да побегне на Крим. Када је Ахмед требало да буде крунисан, јањичари су се умешали, убили принца и присилили Бајазита да позове Селима назад и прогласи га султаном. Бајазит је абдицирао и умро одмах након што је напустио трон.

### 1512–1520: Селим I
Током своје владавине, Селим I (звани Храбри, тур. Yavuz) био је у могућности да прошири границе царства у великој мери на југ и исток. У бици код Чалдирана у источној Анадолији 1514. године, османске снаге под командом султана Селима I однеле су одлучујућу победу против Сафавида, након чега су заузели источну Анадолију и северни Ирак. Поразио је Мамелуке и освојио Сирију и Египат, укључујући свети град Јерусалим као и Каиро, престоницу Абасидског калифата.

### 1520–1566: Сулејман Величанствени
Сулејман Величанствени прво је угушио побуну коју је предводио османски гувернер у Дамаску. До августа 1521. године, Сулејман је освојио Београд, који је тада био под угарском контролом. Родос је заузео 1522. године. У Мохачкој бици 29. августа 1526. године поразио је уграског краља Лајоша II. Сулејман је 1541. године анексирао већи део данашње Мађарске, познат као Велики Алфелд, и поставио породицу Запоља да влада независном кнежевином Трансилванијом, вазалном државом царства. Иако је тврдио да влада целом краљевином, Фердинанд I од Аустрије владао је такозваном "Краљевином Угарском" (данашња Словачка, северозападна Мађарска и западна Хрватска), територија која је привремено фиксирала границу између Хабзбурговаца и Османлија.
Шиитски Сафавиди владали су Персијом и територијом данашњег Ирака. Сулејман је предводио три кампање против Сафавида. У првој, освојен је историјски важан град Багдад 1534. године. У другој кампањи, 1548–1549, освојене су привремено територије у Табризу и Азербејџану, а обезбеђено је трајно присуство у провинцији Ван, и заузета су нека утврђења у Грузији. Трећа кампања (1554–1555) била је одговор на Сафавидске акције у провинцијама Ван и Ерзурум у источној Анадолији у периоду 1550-1552. Османске снаге заузеле су Јереван, Карабах и Нахчиван и уништиле палате, виле и вртове. Иако је Сулејман претио Ардабилу, војна ситуација је у основи била у пат-позицији до краја кампање 1554. године. Тахмасп је послао изасланике у Сулејманове зимске касарне у Ерзуруму у септембру 1554. године како би затражио мир. Под утицајем војне позиције Османског царства у Угарској, Сулејман је пристао на привремене услове мира. Формални Амасијски споразум потписан је јуна и био је прво званично признање османских освајања од стране Сафавидског царства. По условима споразума Османлије су прихватиле да врате Јереван, Карабах и Нахчиван САфавидима, а заузврат би задржали Ирак и источну Анадолију. Сулејман је пристао да дозволи сафавидским ходочасницима одлазак у Меку и Медину као и имамским гробницама у Ираку и Арабији, под условом да шах укине taburu, бачену клетву на прва три Рашидунска калифа. Мир је завршио непријатељство између два царства дуго 20 година.
Велике територије у северној Африци су анексиране западно до Алжира. Берберске државе Триполитанија, Тунис и Алжир постале су провинције у османском царству. Гусарење које су спроводили берберски гусари из северне Африке након османског освајања коришћено је у рату против Шпаније, а османска експанзија је на кратко повезана са поморском доминацијом на Медитерану.
Османска морнарица је такође контролисала Црвено море, и држала Персијски залив до 1554. године, када је њихову флоту поразила морнарица Португалског царства. Португалци су наставили да се боре против османских снага за контролу Адена. Хаир ад Дин, познатији у Европи као Барбароса, је 1533. године постао капетан флоте Османског царства која се активно борила против шпанске морнарице.
Хабзбуршки цар Светог римског царства, Карло V (Карлос I од Шпаније) је 1535. године остварио важну победу против Османлија у Тунису, али се 1536. године Османлијама придружио краљ Франсоа I Валоа у борби против Карла. Карло V је 1538. године поражен у бици код Превеза од стране Барбаросе, што је обезбедило источни Медитеран Османлијама током наредних 33 година. Франсоа I је затражио помоћ од Сулејмана, а затим је послао флоту на чијем челу је био Барбароса, која је победила Шпанце и повратила Напуљ Француској. Сулејман је Барбароси доделио титулубеглербега. Као резултат савеза био је жесток морски двобој између Драгута и Дорија, који је оставио северни и јужни Медитеран у рукама Османлија.

## Галерија
- Мехмед II
- Бајазит II
- Селим I
- Сулејман I

## Додатни извори

### Анкете
- Howard, Douglas A. (2017). A History of the Ottoman Empire. Cambridge: Cambridge University Press. ISBN 978-0-521-72730-3.
- Finkel, Caroline (2005). Osman's Dream: The Story of the Ottoman Empire, 1300-1923. Basic Books. ISBN 978-0-465-02396-7.
- Hathaway, Jane (2008). The Arab Lands under Ottoman Rule, 1516-1800. Pearson Education Ltd. стр. 8. ISBN 978-0-582-41899-8.
- Imber, Colin (2009). The Ottoman Empire, 1300-1650: The Structure of Power (2 изд.). New York: Palgrave Macmillan. ISBN 978-0-230-57451-9.
- İnalcık, Halil; Donald Quataert, ур. (1994). An Economic and Social History of the Ottoman Empire, 1300-1914. 1. Cambridge University Press. ISBN 0-521-57456-0.

### Сулејман Величанствени(владао: 1520-1566)
- İnalcık; Cemal Kafadar, Halil, ур. (1993). Süleyman the Second [i.e. the First] and His Time. Istanbul: The Isis Press. ISBN 975-428-052-5.
- Şahin, Kaya (2013). Empire and Power in the Reign of Süleyman: Narrating the Sixteenth-Century Ottoman World. Cambridge University Press. ISBN 978-1-107-03442-6.